# Walchensee
Il Walchensee (in bavarese Woichnsää) è un lago tedesco sito nella Baviera del sud, vicino al confine austriaco.
Analogamente ad altri laghi bavaresi è un'importante meta turistica, rinomata per gli sport acquatici come il windsurf, la vela e il canottaggio.

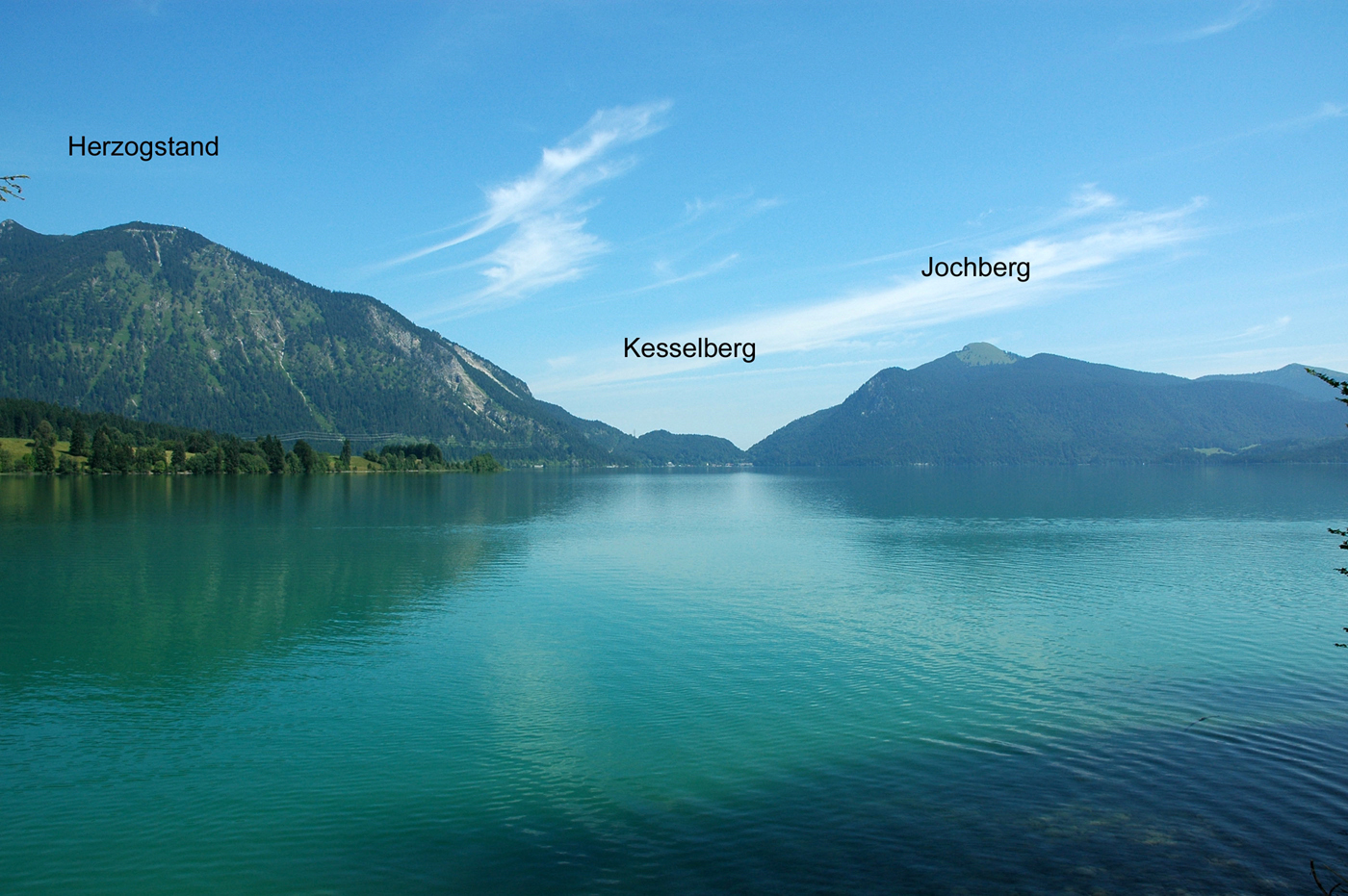
I monti attorno al Walchensee